# 7865 Франсуаґрос
7865 Франсуаґрос (7865 Françoisgros) — астероїд головного поясу, відкритий 21 березня 1982 року.
Тіссеранів параметр щодо Юпітера — 3,602.